# Кирей (Джанкойский район)
Кире́й (укр. Кірей, крымскотат. Kirey, Кирей) — исчезнувшее село в Джанкойском районе Республики Крым, располагавшееся на северо-западе района, в степной части Крыма, примерно в 1,5 км к северо-востоку от современного села Выпасное.

## История
Первое документальное упоминание села встречается в Камеральном Описании Крыма… 1784 года, судя по которому, в последний период Крымского ханства Керей входил в Сакал кадылык Перекопского каймаканства.
После присоединения Крыма к России (8) 19 апреля 1783 года, (8) 19 февраля 1784 года, именным указом Екатерины II сенату, на территории бывшего Крымского Ханства была образована Таврическая область и деревня была приписана к Перекопскому уезду. После Павловских реформ, с 1796 по 1802 год, входила в Перекопский уезд Новороссийской губернии. По новому административному делению, после создания 8 (20) октября 1802 года Таврической губернии, Кирей был включён в состав Джанайской волости Перекопского уезда.
По Ведомости о всех селениях в Перекопском уезде состоящих с показанием в которой волости сколько числом дворов и душ… от 21 октября 1805 года в деревне Кирей числилось 14 дворов и 67 жителей крымских татар. На военно-топографической карте генерал-майора Мухина 1817 года деревня Керей обозначена с 15 дворами. После реформы волостного деления 1829 года селение, согласно «Ведомости о казённых волостях Таврической губернии 1829 года», оставили в составе Джанайской волости На карте 1836 года в деревне 7 дворов, а на карте 1842 года Карей обозначен условным знаком «малая деревня», то есть, менее 5 дворов.
В 1860-х годах, после земской реформы Александра II, деревню включили в состав Бурлак-Таминской волости. В «Списке населённых мест Таврической губернии по сведениям 1864 года», составленном по результатам VIII ревизии 1864 года, деревня не значится, но, по обследованиям профессора А. Н. Козловского начала 1860-х годов, в селении «… нет другой воды кроме копаней глубиною 5—6 саженей (10—12 м). Вода в них не постоянна, притом половина копаней с пресною, а половина с солёною водою» (копань — выкопанная на месте с близким залеганием грунтовых вод яма). На трёхверстовой карте Шуберта 1865—1876 года, в деревне Кирей обозначено 2 двора. Согласно «Памятной книжке Таврической губернии за 1867 год», деревня стояла покинутая, ввиду эмиграции крымских татар, особенно массовой после Крымской войны 1853—1856 годов, в Турцию.
Вновь название Кирей встречается в Статистическом справочнике Таврической губернии 1915 года согласно которому в Джурчинской волости Перекопского уезда числилось 2 хутора Кирей с русским населением: М. Калмыкова (1 двор, 8 человек приписных жителей и 6 «посторонних») и Ив. Ив. Струкова (1 двор, 8 приписных жителей и 9 «посторонних»).
Обозначен Кирей на карте Крымского статистического управления 1922 года в составе Джанкойского района, в последний раз в доступных источниках встречается на километровой карте Генштаба 1941 года, как отдельный двор Кирей, в дальнейшем не встречается.